# Causante
El causante es aquella persona de quien deriva determinado derecho o situación jurídica de que se trata en un negocio jurídico o juicio en particular.
Aunque la acepción más habitual del causante es, en derecho de sucesiones, la persona por la cual se produce una sucesión por causa de muerte (el fallecido), también puede decirse que en los negocios entre vivos existe un causante de quien proviene el derecho en cuestión.

## Etimología
La voz causante proviene del latín de cuius, que es una abreviación de la perífrasis is de cuius hereditate agitur «aquél de cuya herencia se trata.